# Zastava Sjeverne Dakote
Zastava Sjeverne Dakote je službena zastava američke savezne države Sjeverna Dakota. Riječ je o gotovo identičnoj kopiji barjaka kojeg su trupe iz Sjevene Dakote koristile tijekom Filipinsko-američkog rata. Zastavu je službeno usvojila Zakonodavna skupština Sjeverne Dakote 3. ožujka 1911. iako u tom trenutku nisu precizno navedene boje zastave.
U sredini zastave plave pozadine dominira Grb SAD-a koji je malo izmijenjen u odnosu na original. Ispod orlovih kandži u kojima drži maslinovu grančicu i 13 strijela nalazi se crvena traka s bijelim natpisom NORTH DAKOTA (hrv. Sjeverna Dakota).
Službeni omjer zastave je 32:26 zbog čega je znatno kraća u odnosu na zastave drugih američkih saveznih država. Međutim, zastava se u praksi proizvodi i prodaje u omjeru 5:3.
2001. godine je Sjevernoameričko veksilološko društvo provelo istraživanje o najbolje dizajniranim zastavama američkih saveznih država i teritorija te kanadskih provincija. Zastava Sjeverne Dakote je svrstana na 56. mjesto u konkurenciji od ukupno 72 zastave.

## Vanjske poveznice
- Informacije o zastavi Sjeverne Dakote  Arhivirana inačica izvorne stranice od 8. lipnja 2011. (Wayback Machine)